# No Do-cheon
No Do-cheon (koreanisch 노도천; * 5. Februar 1938 in Seoul) ist ein ehemaliger südkoreanischer Radrennfahrer.

## Sportliche Laufbahn
No Do-cheon war Straßenradsportler und Teilnehmer der Olympischen Sommerspiele 1960 in Rom. Das olympische Straßenrennen beendete er nicht. Im Mannschaftszeitfahren kam Südkorea mit Park Jong-hyeon, Lee Seung-hun, No Do-cheon und Jo Jae-hyeon auf den 30. und damit letzten Rang des Wettbewerbs.
Bei den Asienspielen 1958 in Tokio gewann er die Goldmedaille im Mannschaftszeitfahren und Silber im Straßenrennen.